# محمد بن وصیف سجزی
محمد بن وصیف سگزی (سیستانی) نامه‌نگار (دبیر رسایل) یعقوب لیث صفاری بود. گروهی سرایش نخستین شعر فارسی را از او می‌دانند.

بر پایه کتاب تاریخ سیستان، وی نخستین کسی بود که به زبان فارسی، شعر عروضی گفت. نگارنده بخش کهن تاریخ سیستان، آنجا که گفت‌و‌گو از اول شعر فارسی است درباره محمد وصیف سگزی می‌نویسد:
"اول شعر پارسی اندر عجم او گفت و پیش از او کسی نگفته بود که تا پارسیان بودند سخن پیش ایشان به رود بازگفتندی بطریق خسروانی و چون عجم بر کنده شدند و عرب آمدند شعر میان ایشان بتازی بود ..."
پس از آن‌که یعقوب لیث صفاری، در سال ٢۵۱ هجری قمری، خوارج را شکست داد، شاعران به رسم زمانه شعر به عربی در ستایش او سرودند. یعقوب گفت: «چیزی که من اندر نیابم، چرا باید گفت». در این هنگام، محمد بن وصیف او را به زبان فارسی ستایش کرد.

گفته می‌شود که این شعر، نخستین شعر فارسی است که منسوب به اوست:
| ای امیری که امیران جهان خاصه و عام  |  | بنده و چاکر و مولای و سگ بند وغلام |
| ازلی خطی در لوح که ملکی بدهید       |  | به ابی یوسف یعقوب بن اللیث همام    |
| به لتام آمد رتبیل ولتی خورد به لنگ  |  | لتره شد لشکر رتبیل و هبا گشت کنام  |
| لمن الملک بخواندی تو امیرا به یقین  |  | با قلیل‌الفیه کن زاد در آن لشکر کام |
| عمر عمار ترا خواست و زوگشت بری      |  | تیغ تو کرد میانجی به میان دد و دام |
| عمر او نزد تو آمد که تو چون نوح بزی |  | در آکار تن او سر او باب طعام       |